# What's Bin Did and What's Bin Hid
What's Bin Did and What's Bin Hid é o primeiro álbum do cantor e compositor escocês Donovan. Foi lançado no Reino Unido quatro dias depois do aniversário de 19 anos de Donovan, 14 de maio de 1965, pela gravadora Pye Records. Terry Kennedy, Peter Eden, e Geoff Stephens foram os produtores do álbum. What's Bin Did and What's Bin Hid foi lançado nos Estados Unidos com o nome Catch the Wind pela gravdora Hickory Records em junho de 1965. Hickory Records mudou o título do álbum para coincidir com o primeiro single de Donovan.

## Faixas

### Álbum original
Lado 1
1. "Josie" (Donovan Leitch) – 3:28
2. "Catch the Wind" (Donovan Leitch) – 2:56
3. "Remember the Alamo" (Jane Bowers) – 3:04
4. "Cuttin' Out" (Donovan Leitch) – 2:19
5. "Car Car" (Woody Guthrie) – 1:31
6. "Keep on Truckin'" (tradicional; arranjado por Donovan Leitch) – 1:50

Lado 2
1. "Gold Watch Blues" (Mick Softley) – 2:33
2. "To Sing for You" (Donovan Leitch) – 2:45
3. "You're Gonna Need Somebody on Your Bond" (tradicional; arranjado por Donovan Leitch) – 4:04
4. "Tangerine Puppet" (Donovan Leitch) – 1:51
5. "Donna Donna" (Aaron Zeitlin, Sholom Secunda, Arthur S Kevess, Teddi Schwartz) – 2:56
6. "Ramblin' Boy" (Donovan Leitch) – 2:33

### 1996Sequel RecordsNova tiragem do CD (Título:Catch the Wind)
O álbum original mais as seguintes faixas adicionais:
1. "Why Do You Treat Me Like You Do?" (Donovan Leitch) – 2:56
2. "Catch the Wind" (Donovan Leitch) – 2:18
3. "Every Man Has His Chain" (Donovan Leitch) – 2:09

### 2002Sanctuary RecordsNova tiragem do CD
O álbum original mais as seguintes faixas adicionais
1. "Catch the Wind" (versão single com cordas) (Donovan Leitch) – 2:18
2. "Why Do You Treat Me Like You Do?" (single lado b) (Donovan Leitch) – 2:56
3. "Every Man Has His Chain" (faixa do EP francês) (Donovan Leitch) – 2:12
4. "Colours" (versão single) (Donovan Leitch) – 2:45